# Bardylis mea
Bardylis mea är en stekelart som först beskrevs av Girault 1934.  Bardylis mea ingår i släktet Bardylis och familjen växtlussteklar. Inga underarter finns listade.